# キャロライン・フォックス (初代ホランド女男爵)
初代ホランド女男爵ジョージアナ・キャロライン・フォックス（英語: Georgiana Carolina Fox, 1st Baroness Holland、1723年3月27日 - 1774年7月24日）は、イギリスの貴族。
第2代リッチモンド公爵チャールズ・レノックスの娘レノックス姉妹のうち長女であり、ホイッグ党の政治家初代フォックスリーのホランド男爵ヘンリー・フォックスの妻である。彼女自身も夫の爵位と別に1762年に（ホランドの）ホランド女男爵に叙されている。

## 経歴
1723年3月27日に第2代リッチモンド公爵チャールズ・レノックスとその妻サラ（初代カドガン伯爵ウィリアム・カドガンの娘）の長女として生まれる
。
1744年5月2日にホイッグ党の政治家ヘンリー・フォックスと結婚。ヘンリー・フォックスは当時の庶民院の実力者でライバルの大ピットと栄達を争って庶民院院内総務などの閣僚職を歴任した人物である。夫との間に以下の3人の男子を生んだ。
- 第1子（長男）スティーヴン・フォックス（1745年 - 1774年） - 第2代ホランド男爵位を継承
- 第2子（次男）チャールズ・ジェイムズ・フォックス（1749年 - 1806年） - ホイッグ党の政治家。初代外務大臣
- 第3子（三男）ヘンリー・エドワード・フォックス（英語版）（1755年 - 1811年） - 陸軍軍人。大将。

1762年5月3日には彼女の男系男子への継承を規定したグレートブリテン貴族爵位「リンカン州におけるホランドのホランド女男爵（Baroness Holland, of Holland in the County of Lincoln）」に叙せられた。この翌年の1763年4月17日には夫ヘンリーも妻と別にグレートブリテン貴族爵位「ウォルトシャー州におけるフォックスリーのホランド男爵（Baron Holland of Foxley, in the County of Wiltshire）」に叙せられている。
1774年7月1日に夫が死去し、彼女も後を追うように同年7月24日に死去した。両ホランド男爵位はともに長男スティーヴンが継承した。